# Adai Khan
 (novembre 2016).
Si vous disposez d'ouvrages ou d'articles de référence ou si vous connaissez des sites web de qualité traitant du thème abordé ici, merci de compléter l'article en donnant les références utiles à sa vérifiabilité et en les liant à la section « Notes et références ».
Adai Khaan (1390-1438) est un khagan des Mongols de la dynastie Yuan du Nord et chef des Toumètes.

## Biographie
Adai est un descendant de la Maison Ögedei ou Khorchin (descendants des frères de Gengis Khan). D'après des sources mongoles et livres écrits au temps de l'empire timouride il serait le fils du khagan Örüg Temür Khan, de la lignée de Khadan. Mais selon la chronique Erdenliin Tobchi il serait de la même famille que Temülün ou Jöchi Khasar (fratrie de Ghenghis Khan) grâce aux mariages interfamiliaux au sein du clan Bordjiguines. Il serait également le fils de Guilichi.

Il est tué par le prince oirat Togoon (1408-1438) lorsqu'il se réfugie dans la Mausolée de Gengis Khan.

## Carrière militaire et règne
En unifiant les clans mongols dans les territoires orientaux puis centraux, il mène une guerre contre les Oirats. Il ne reconnaît pas la légitimité de leur chef Delbeg Khan, qu'il tue en 1415 avec plusieurs de ses partisans oirats. Il vainc et tue Oyiradai, son rival de l'ouest en 1425, année où il se déclare khagan. Les Mongols occidentaux se rebellent en 1433 et déclarent leur propre khan (Tayisung Khan).